# Parque marino nacional Hallyeohaesang
El parque marino nacional Hallyeohaesang (en coreano: 한려해상국립공원) es un espacio protegido en Corea del Sur que fue designado como parque nacional en 1968, de conformidad con la Ley de Parques Naturales. El parque nacional Hallyeohaesang está formado por varios distritos, que son el distrito de Sangju•Geumsan, el distrito de Namhaedaegyo, distrito de Sacheon, distrito de Tongyeong, distrito de Hansan, distrito de Geoje-haegeumgang, distrito de Yeosu, y el de Odongdo. La superficie total es de 545,63 kilómetros cuadrados, con 395,49 kilómetros cuadrados, siendo las zonas marinas y 150,14 kilómetros cuadrados siendo espacios terrestres.